# Stara Pazova (stacja kolejowa)
Stara Pazova (serbski: Стара Пазова) – stacja kolejowa w Starej Pazovie, w Wojwodinie, w okręgu sremskim, w Serbii.
Stacja znajduje się w zachodniej części miasta, na linii Belgrad-Subotica, między stacjami Inđija i Nova Pazova. Jest obsługiwana przez pociągi podmiejskie Beovoz.

## Linie kolejowe
- Belgrad – Subotica